# Frederiksberg SF
Frederiksberg SF – duński klub szachowy z siedzibą we Frederiksbergu, trzykrotny mistrz kraju, ćwierćfinalista Pucharu Europy.

## Historia
Pierwszy klub szachowy o nazwie Frederiksberg Skakforening powstał w 1905 roku, a jego prezesem został G.A.E. Olsen. W 1908 roku klub został członkiem DSU, jednak jesienią 1912 roku został rozwiązany.
6 maja 1920 roku powstał klub Frederiksberg Skakforening, będący połączeniem klubów Valby Skakklub i Skakklubben Godthaab. Jego pierwszym prezesem był Lorents Gad. W połowie lat 20. klub mierzył się z odpływem członków i problemami lokalowymi. W 1925 roku prezesem został Poul Larsen, który zapewnił klubowi lokal w kawiarni Tårnborg, a wkrótce później utworzono bibliotekę klubową.
W 1963 roku klub zadebiutował w 1. division. W 1967 roku po raz pierwszy szachiści klubu zdobyli mistrzostwo Danii. Zawodnikami Frederiksberg SF byli wówczas m.in. Jens Enevoldsen, Bjørn Brinck-Claussen, Bent Kølvig i Harald Enevoldsen. W roku 1968 zespół zdobył wicemistrzostwo, a w 1974 roku drugi tytuł mistrzowski. W klubie grali wówczas m.in. Jens Kristiansen, Svend Hamann, Steen Fedder i Thorbjørn Rosenlund. W 1977 roku klub zajął trzecie miejsce w lidze, a w latach 1978–1980 i 1984 – wicemistrzostwo.
W 1985 roku klub zdobył trzeci tytuł mistrza kraju. W tym samym roku Frederiksberg zadebiutował w Pucharze Europy. W 1/16 finału zespół pokonał 10:2 CDU Porto, a następnie wygrał 7,5:4,5 z Legionem Warszawa, stając się tym samym pierwszym duńskim zespołem, który dotarł do ćwierćfinału. W tej fazie Frederiksberg grał z Trudem Moskwa, który w składzie miał takich arcymistrzów, jak Michaił Tal, Ołeh Romanyszyn, Giennadij Kuźmin, Adrian Michalczyszyn i Władimir Bagirow. Ten mecz klub przegrał 2:10 i odpadł z rywalizacji.
W 1987 roku szachiści klubu zdobyli w kraju drugie miejsce, a w latach 1986 i 1989 – trzecie. W sezonie 1989/1990 zespół spadł z ligi. Po powrocie na najwyższy szczebel rozgrywek, klub zdobył trzecie miejsce w 1992 roku i wicemistrzostwo rok później. W 1995 roku nastąpił kolejny spadek. Klub wrócił do 1. division na sezon 1997/1998, jednakże ponownie spadł wówczas z ligi.